# Чероки (округ, Северная Каролина)
О́круг Черо́ки (англ. Cherokee County) располагается в штате Северная Каролина, США. Официально образован в 1839 году. По состоянию на 2010 год, численность населения составляла 27 444 человека.

## География
По данным Бюро переписи США, общая площадь округа равняется 1209,531 км2, из которых 1178,451 км2 — суша и 28,490 км2 или 2,460 % — водоемы.

## Население
По данным переписи населения 2000 года в округе проживает 24 298 жителей в составе 10 336 домашних хозяйств и 7369 семей. Плотность населения составляет 21,00 человек на км2. На территории округа насчитывается 13 499 жилых строений, при плотности застройки около 11,00 строений на км2. Расовый состав населения: белые — 94,82 %, афроамериканцы — 1,59 %, коренные американцы (индейцы) — 1,63 %, азиаты — 0,28 %, гавайцы — 0,01 %, представители других рас — 0,45 %, представители двух или более рас — 1,21 %. Испаноязычные составляли 1,25 % населения независимо от расы.
В составе 25,60 % из общего числа домашних хозяйств проживают дети в возрасте до 18 лет, 58,80 % домашних хозяйств представляют собой супружеские пары проживающие вместе, 9,30 % домашних хозяйств представляют собой одиноких женщин без супруга, 28,70 % домашних хозяйств не имеют отношения к семьям, 25,70 % домашних хозяйств состоят из одного человека, 12,50 % домашних хозяйств состоят из престарелых (65 лет и старше), проживающих в одиночестве. Средний размер домашнего хозяйства составляет 2,32 человека, и средний размер семьи 2,76 человека.
Возрастной состав округа: 20,60 % моложе 18 лет, 6,50 % от 18 до 24, 24,40 % от 25 до 44, 28,80 % от 45 до 64 и 28,80 % от 65 и старше. Средний возраст жителя округа 44 лет. На каждые 100 женщин приходится 94,20 мужчин. На каждые 100 женщин старше 18 лет приходится 90,70 мужчин.
Средний доход на домохозяйство в округе составлял 27 992 USD, на семью — 33 768 USD. Среднестатистический заработок мужчины был 26 127 USD против 18 908 USD для женщины. Доход на душу населения составлял 15 814 USD. Около 11,70 % семей и 15,30 % общего населения находились ниже черты бедности, в том числе — 19,20 % молодежи (тех, кому ещё не исполнилось 18 лет) и 18,00 % тех, кому было уже больше 65 лет.